# Lilia Lehner
Lilia Lehner (* 3. November 1978) ist eine in Köln lebende deutsche Schauspielerin. 
Während ihrer  Schulzeit sammelte Lehner Theater- und Fernseherfahrungen. 1997 begann sie ihre Ausbildung als Schauspielerin in Los Angeles und setzte diese von 1998 bis 2000 in Köln an der Schauspielschule der Keller, in Essen und Paris fort. Von 2008 bis 2013 war sie in der Rolle Julia Marschall in der Krimiserie SOKO Köln zu sehen.
Lilia Lehner arbeitet auch als Synchron-, Werbe- und Hörspielsprecherin. So hat sie im Jahre 2004 für den SWR das Hörspiel Der Novembermann mit Michael Mendl und Hans-Michael Rehberg unter der Regie von Jobst Oetzmann aufgenommen. Ferner sind mit ihr u. a. SKI-Serie Krimi International (WDR) und Wer tötet, handelt (WDR) erschienen.

## Filmografie (Auswahl)
- 1998: Unter uns (Fernsehserie)
- 1999: Tatort: Offene Rechnung
- 2000: Die Schule am See – Verliebt, verlobt, verheiratet (Fernsehserie)
- 2001: Stiller Sturm
- 2001: Das Mädcheninternat – Deine Schreie wird niemand hören
- 2002: Die Frau, die an Dr. Fabian zweifelte
- 2002: Tatort: 1000 Tode
- 2002: Zwischen den Sternen
- 2003: Wir
- 2004: Egoshooter
- 2004: Tatort: Heimspiel
- 2005: Wilsberg: Todesengel (Fernsehserie)
- 2005: Macho im Schleudergang (Fernsehfilm)
- 2005: Margarete Steiff (Fernsehfilm)
- 2006: Die Österreichische Methode
- 2006: Die Familienanwältin – Evas Kinder (Fernsehserie)
- 2006: Großstadtrevier – Der Sheriff von Cranz (Fernsehserie)
- 2006: SOKO Köln – Kalte Küche (Fernsehserie)
- 2007: Tatort: Das Ende des Schweigens
- 2008–2013: SOKO Köln – Hauptrolle alias Kommissarin Julia Marshall (Fernsehserie, 108 Folgen)
- 2014: Alleine war gestern (Fernsehfilm)
- 2015–2017: Bettys Diagnose (Fernsehserie, 3 Folgen)
- 2018: Der Lehrer (Fernsehserie, Folge ...und trotzdem kriegen die irgendwie immer alles hin!)
- 2018: Heldt (Fernsehserie, Folge Abgeschminkt)
- 2018: Tatort: Schlangengrube
- 2018: Aufbruch in die Freiheit (Fernsehfilm)
- 2018: Alarm für Cobra 11 – Die Autobahnpolizei (Fernsehserie, Folge Das Power-Paar)
- 2019: Eine Klasse für sich (Fernsehfilm)
- 2020: Pastewka (Fernsehserie, 6 Folgen)
- 2020: Notruf Hafenkante (Fernsehserie, Folge Brüderchen und Schwesterchen)
- 2023: Rentnercops: Jeder Tag zählt! (Fernsehserie, 1 Folge)
- 2024: This Is Gonna Be Great (Fernsehserie, 1 Folge)

## Belege
1. ↑  Facebook-Profil Lilia Lehner, abgerufen am 21. März 2015
2. ↑  Lilia Lehner bei Crew United, abgerufen am 28. Dezember 2021

| Personendaten    | Personendaten           |
| ---------------- | ----------------------- |
| NAME             | Lehner, Lilia           |
| KURZBESCHREIBUNG | deutsche Schauspielerin |
| GEBURTSDATUM     | 3. November 1978        |